# مدرسه حقوق هاروارد
مدرسه حقوق هاروارد (یا Harvard Law School, Harvard Law یا HLS) یکی از مدارس حرفه‌ای دانشگاه هاروارد است. در کمبریج، ماساچوست قرار دارد و قدیمی‌ترین مدرسه حقوق فعال در ایالات متحده آمریکا است و کتابخانه آن بزرگترین کتابخانه حقوق در جهان است.
رئیس مدرسه حقوق هاروارد جان اف. منینگ است که از ۲۰۱۷ پس از مارتا مینو به این سمت رسید.بسیاری از فارغ‌التحصیلان مدرسه حقوق هاروارد در رتبه‌های ملی و بین‌المللی مشغول به کار هستند.

## نگارخانه

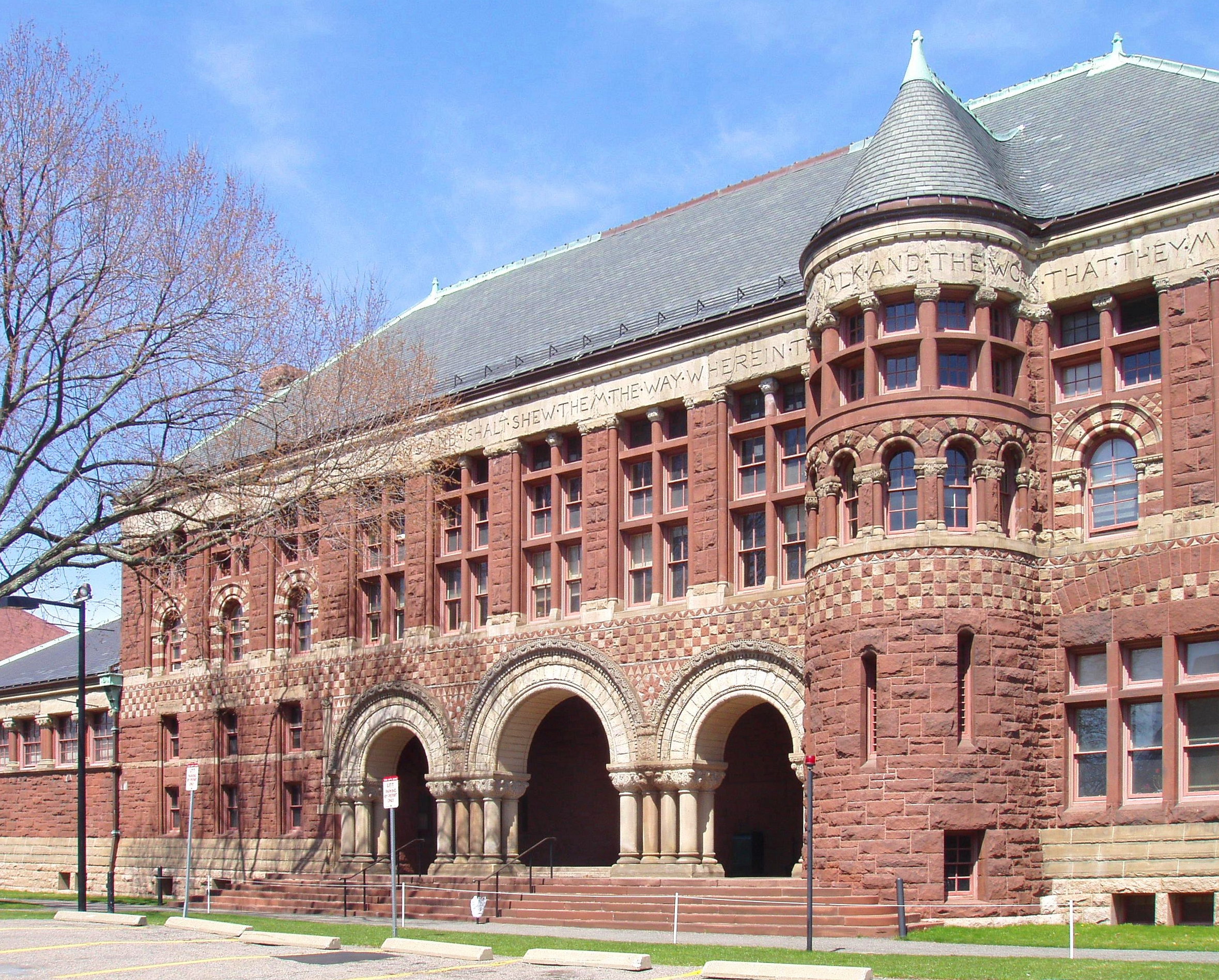
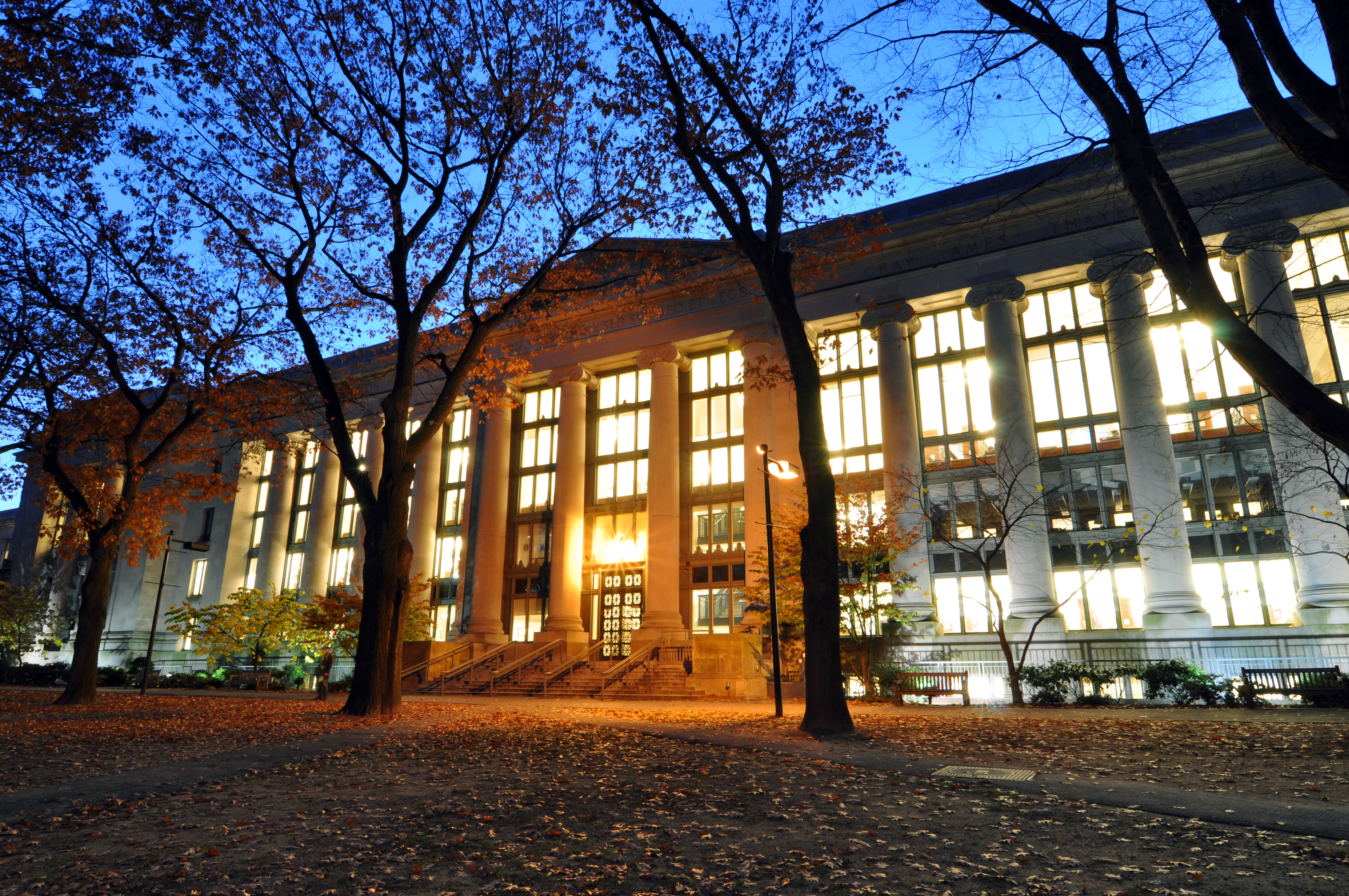
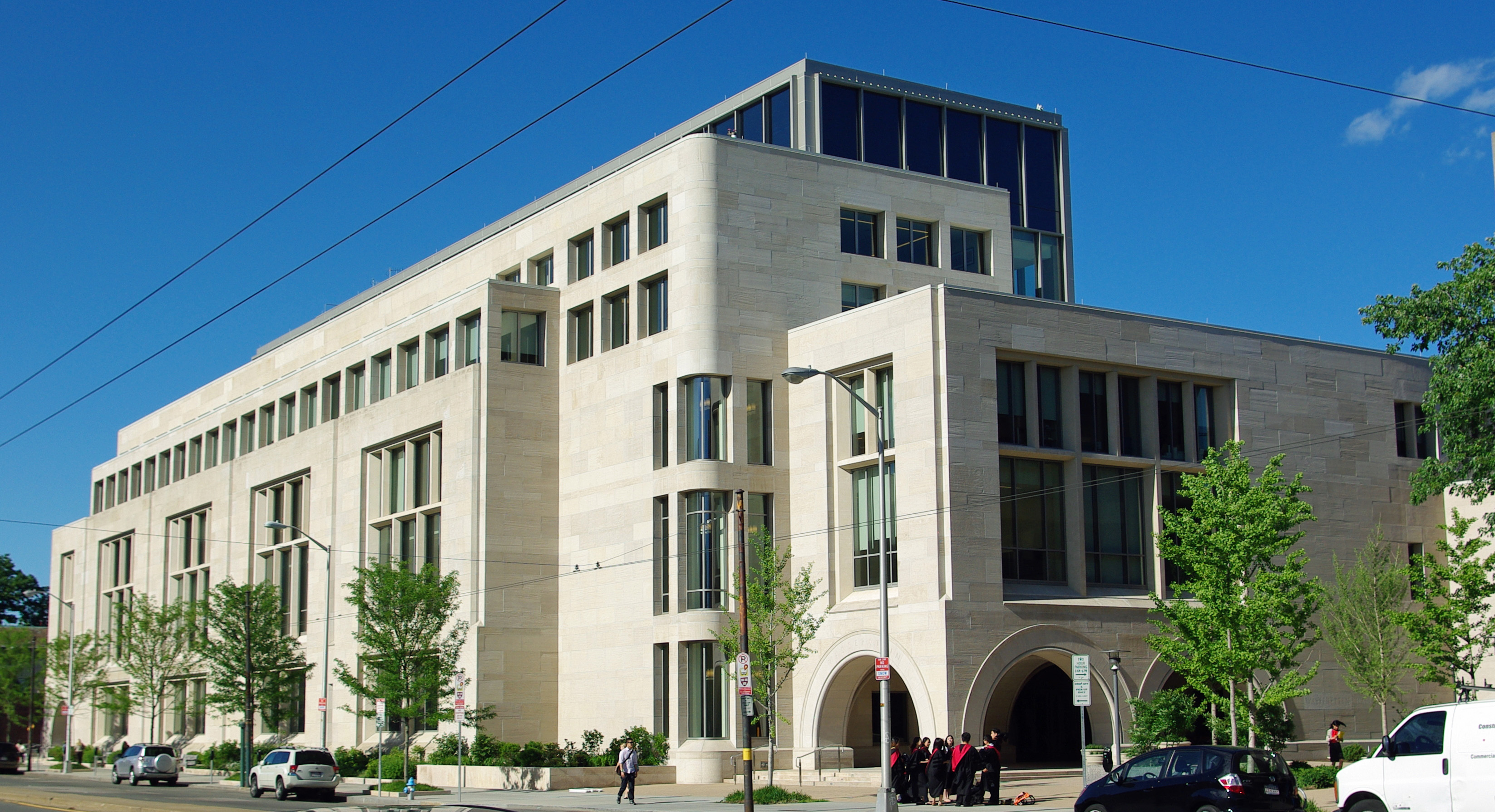